# 최석필
최석필(1974년 4월 17일 ~ )은 대한민국의 성우로, 1996년 문화방송 성우극회 공채 13기로 입사했다.

## 출연작품

### 애니메이션
- 도라에몽(대원방송 - 만퉁퉁(도라에몽 1 ~ 18기, 신 도라에몽 1 ~ 7기)
- 명탐정 코난 극장판 3기 - 세기말의 마술사(투니버스) - 세르게이 오프치니코프
- 스쿨럼블 (대원방송)
  - 스쿨럼블 OVA 1학기 보충수업 (애니원) - 니시모토 간지 / 토고 마사카즈
- 고양이의 보은 (MOVIE) - 토토
- 세토의 신부 (투니버스) - 세토 고자부로
- 머더 프린세스 (애니맥스) - 조드 엔토라시아
- 비스트워즈 (MBC) - 스콜피녹
- 가이스터즈 (MBC) - 간쟈 / 아몬다 / 위관 / 유노가병사A,E / 정비병A / 모샤전사B / 사라키아 병사B
- 알쏭달쏭 빅터 (SBS) - 스코프 / 드래곤
- 스피어즈 (MBC) - 킹콩 / 아스텐 / 이태백 선생
- 섀도우파이터 (MBC) - 돈크
- 디지몬 프론티어 (대원방송) - 네몬 / 듀나스몬 / 세라피몬 / 볼케몬 / 아수라몬
- 디지몬 크로스워즈(대원방송) - 넵튠몬 / 네오묘티스몬
- 디지몬 고스트 게임 (재능TV) - 긴가쿠몬 / 쥬레이몬
- 출동! 유니온 킹 (KBS) - 크레인유니온
- 로빈슨 스크로 (MBC)
- 여기는 공원 앞 파출소 (투니버스) - 료
- 빌리와 맨디의 무시무시한 모험 (카툰네트워크) - 저승사자
- 우리반 짱돌이 (애니원) - 꿀보
- 원피스 (투니버스) - 블루노
- 포텐독 (EBS) - 카이
- 유유백서 - 명계사투편 (시넥서스) - 마철반
- 유리가면 OVA (애니원) - 주인
- 바람의 검심 (애니원, 애니박스) - 히루마, 불돌이 외
- 아이들의 장난감 (애니원) - 심호기
- 마징카이저 (애니원) - 스카라베스 / 대장
- 러브 in 러브 (애니원) - 작가
- 헌터X헌터 (애니원) - 마지타니
- 라제폰 (챔프) - 후타가미
- 메다로트 (챔프) - 프와그라
- 랠프의 스파이 대작전 (챔프) - 본레이비 / 제로
- 로봇카니발 (애니원)
- D.N.ANGEL (애니원) - 할아버지 / 케슬러 / 엘리엇
- 정글북 (EBS) - 시어 칸
- 키테레츠 대백과 ([[카툰네트워크]) - 쿠마다 카오루(돼지 고릴라) / 키테 에이타로(기태 아빠)
- 오! 나의 여신님 (애니맥스) - 타미야 토라이치
- 오토기조시 (애니맥스) - 호시쿠마 / 좌대신 / 단장 / 쓰치구모7 / 쓰치구모11
- 루팡 3세 TV스페셜#1 (애니박스) - 제니가타
- 건담 08MS소대 (애니박스) - 코지마 / 파일럿
  - 건담 08MS소대 밀러스 리포트 (애니박스) - 코지마
- 엑스 극장판 (애니박스) - 아리스가와 소라타
- 강철의 연금술사 극장판 (애니원) - 시그 커티스 / 루돌프 헤스 소위
- 건담 이글루 - 1년 전쟁 비록 (애니박스) - 헨메
- 독수리 오형제 극장판 (애니박스) - 류 5호 / 앤더슨 장관
- 히맨과 쉬라의 비밀의 검 (애니박스) - 히맨
- 다카하시 루미코 극장 - 인어의 숲 (애니원) - 왕눈 / 두목
- 트라이건 (VIDEO)
- 빌리와 맨디의 무시무시한 모험 (카툰네트워크) - 저승사자
- 판타스틱4 (카툰네트워크)
- 은혼 (투니버스) - 손님
- 명탐정 코난 (투니버스) - 우명준
- 카레이도 스타 (투니버스) - 아랑
- 나루토 (투니버스) - 파쿤
- 고스트 바둑왕 (투니버스) - 슈헤이
- 블리치 (투니버스) - 간쥬
- 음양대전기 (투니버스) - 백호의 란게츠
- 달려라 이다텐 (투니버스) - 두목
- 배틀짱 (투니버스) - 바론
- 사무라이 참프루 (투니버스) - 가키조
- 몬스터 (투니버스) - 페트르 경호원2
- 나루토 질풍전 (투니버스) - 파쿤
- 바질리스크 ~코우가인법첩~ (애니박스) - 렌부
- 토리코 (카툰네트워크) - 도헴
- 명탐정 코난 극장판 - 캐스터
- 십이국기 (애니원)
- 닌자고 - 나다칸
- 히어로 팩토리 (니켈로디언)
- 지우개군 (재능TV) - 수정액
- 드래곤 길들이기 : 버크의 라이더 (카툰네트워크) - 고버
- 폭풍우 치는 밤에 (애니맥스) - 기로
- 최강! 탑플레이트 (SBS) - 해모수
- 그라미의 서커스쇼 (KBS) - 네모 / 잭
- 헬로 카봇 리턴즈(SBS) - 티엠피
- 닌자고 (투니버스) - 나다칸 진
- 도깨비언덕에 왜 왔니? (투니버스) - 섬둥 아빠, 태구왕

### 애니메이션 영화
- 해머보이 망치 (2003년) - 뭉크
- 날으는 돼지 - 해적 마테오 (2004년) - 스캔크 / 햄혹왕 / 넬슨
- 도라에몽 : 진구의 공룡대탐험 (2006년) - 통통이(한국어 목소리)
- 극장판 포켓몬스터 AG : 포켓몬 레인저와 바다의 왕자 마나피 (2006년) - 팬텀 톨프(한국어 목소리)
- 도라에몽 : 진구의 마계대모험 7인의 마법사 (2007년) - 퉁퉁이(한국어 목소리)
- 스페이스 침스 : 자톡의 역습 3D (2010년) - 자톡(한국어 목소리)
- 도라에몽 : 진구의 인어대해전 (2010년) - 퉁퉁이(한국어 목소리)
- 슈퍼배드 2 (2013년) - 에두아르도(한국어 목소리)
- 극장판 도라에몽 : 진구의 아프리카 모험 ~ 베코와 5인의 탐험대 ~ (2014년) - 퉁퉁이(한국어 목소리)
- 드래곤 길들이기 2 (2014년) - 고버(한국어 목소리)
- 괴물의 아이 - 쿠마테츠
- 주토피아 - 벤자민 클로하우저
- 원피스 필름 골드 - 다이스
- 마이 리틀 포니: 더 무비 - 스톰 마왕
- 마이펫의 이중생활, 마이펫의 이중생활 2 - 듀크
- 앵그리버드 더 무비 - 마이티 이글
- 앵그리 버드 2: 독수리 왕국의 침공 - 마이티 이글
- 파이널 판타지 (MBC) - 라이언 (빙 라메스)
- 바시르와 왈츠를 (MBC) - 드로르 하라지
- 루카 - 마시모 마르코발도
- 장화신은 고양이: 끝내주는 모험 - 부츠 인 푸스
- 슈퍼 마리오 브라더스 - 쿠파
- 신차원! 짱구는 못말려 더 무비: 초능력 대결전 ~날아라 수제김밥~ - 연구만
- 모아나 2 - 타우타이 바사

### 외화
- CSI 뉴욕 (MBC)
- CSI 마이애미 (MBC) - 프랭크 트립 형사(렉스 린)
- 도망자 (MBC) - 찬퀴스트
- 신용문객잔 (MBC) - 하호
- 호스티지 (MBC) - 마스 (벤 포스터)
- 캐리비안의 해적: 블랙 펄의 저주 (MBC) - 보순(아이삭 C. 싱글톤 주니어)
- 캐리비안의 해적: 망자의 함 (MBC) - 벨라미 선장(알렉스 노튼) / 낚시꾼(짐 코디 윌리엄스)
- 미션 임파서블 2 (MBC) - 루터 (빙 레임즈)
- 미션 임파서블 3 (MBC) - 루더 스틱켈 (빙 라메스)
- 선택 (SBS) - 버크 (빌 눈) 외
- 디 워 - 브루스 (크레이그 로빈슨)
- 트루 라이즈 (MBC) - 아지즈 (아트 말릭)
- 콘 에어 (MBC) - 흑마왕 (빙 레임즈)
- 대진제국 (MBC) - 영건 (여용)
- 이탈리안 잡 (MBC) - 스키니(가우티)
- 월드 오브 투모로우 (MBC)
- 러브 오브 시베리아 (MBC) - 부사관(맥 맥도널드)
- 겜블 (MBC)
- 타인의 삶 (MBC) - 브루노 헴프 장관 (토마스 디엠)
- 굿 나잇 앤 굿 럭 (MBC) - 조셉 맥카시(본인)
- 바이센테니얼 맨 (MBC) - 맨스키 (스테판 루트)
- 코로나도 (MBC) - 산초 (다니엘 자카파)
- 유혹의 선 (MBC) - 랜디 (올리버 플랫)
- 식스팩 (MBC) - 쇼벨 (올리비에 페이지스)
- 토마스 크라운 어페어 (MBC) - 페레더 형사(프랭키 페이슨)
- 라이언 일병 구하기 (MBC) - 카파조 일병 (빈 디즐) / 군인(게리 세프턴)
- 꼬마유령 캐스퍼 (MBC) - 팻소 (브래드 거렛)
  - 캐스퍼와 웬디 (MBC) - 뚱보(유령)
- 황비홍 (MBC) - 임세영 (정측사)
- 사랑의 기쁨 (MBC) - 리오 (조지 준쥬)
- 지중해 (MBC) - 콜라산티 (우고 콘티)
- 스피시즈 (MBC)
- 긴급명령 (MBC)
- 더 록 (MBC) - 대로우 (토니 토드)
- 스위치 백 (MBC)
- 스내치 (MBC) - 타이론 (아드)
- 파이트 클럽 (MBC)
- 에어 콘트롤 (MBC)
- 메이드 인 아메리카 (MBC)
- 세븐 (MBC)
- 투모로우 (MBC)
- 아이엠 샘 (MBC)
- 나쁜 녀석들 (MBC)
- 화소도 (MBC)
- 덴젤 워싱턴의 킬링 머신 (MBC)
- 스타키드 (MBC)
- 블루 데블 (MBC)
- 택시 (MBC)
- 당신에게 일어날 수 있는 일 (MBC)
- 51번째 주 (MBC)
- 알리 (MBC)
- 플루크 (MBC) - 야간 경비원(아드리안 로버츠)
- 겨울 전쟁 (MBC)
- 써머스비 (MBC) - 조셉 (프랭키 페이슨)
- 키스 오브 드래곤 (SBS)
- 타이쿠스 (MBC)
- 포트리스2 (MBC)
- 패스트 & 퓨리스 (MBC) - 빈스 (맷 슐즈)
- 스타워즈 에피소드 4 (MBC) - 반란군(윌리엄 훗킨스)
- 블레이드2 (MBC) - 해머(다즈 크로포드)
- 8밀리 (MBC)
- 뱀파이어의 환생 (MBC)
- 익스트림OPS (MBC)
- 순류역류 (MBC) - 호세
- 갱스 오브 뉴욕 (MBC)
- 빅 대디 (MBC) - 시드(제프리 호른) / 할리(에드먼드 린덱)
- 폴리스 스토리 3 (MBC)
- 폴리스 스토리 2 (MBC) - 경찰 국장(루이스 로스) / 폭파범의 동료(대지위)
- 레슬링 소년 제이스 (EBS) - 와이트 (웨인 브래디)
- 소년 탐정단 - 해골 섬의 비밀을 찾아서 (EBS)
- 사운더 (EBS)
- 밴드 오브 브라더스 (MBC) - 불 랜들먼(마이클 커들리츠)
- 트리팡 파이터 (MBC) - 가디언 국장 / 멍킹 아저씨
- 스트리트 파이터 (MBC)
- 크림슨 타이드 (MBC)
- 패트리어트 게임 (MBC)
- 공군대전략 (MBC)
- 히틀러의 부활 (MBC)
- 007 살인면허 (MBC) - 크레스트의 부하(제프 몰도반)
- 북경의 55일 (SBS)
- 이벤트 호라이즌 (MBC) - 디제이 (제이슨 아이삭스)
- 2번 레인의 기적 (EBS) - 빅 (로저 아론 브라운)
- 윈체스터 73 (MBC) - 더치의 동료(스티브 브로디)
- 플래시드 (MBC) - 헥터(올리버 플랫)
- 위 워 솔저스 (SBS) - 군인(크리스 케이트)
- 가디언즈 오브 갤럭시 2 - 드랙스(데이브 바티스타)
- 어벤져스: 인피니티 워 - 드랙스(데이브 바티스타)
- 어벤져스: 엔드게임 - 드랙스(데이브 바티스타)
- 토르: 러브 앤 썬더 - 드랙스(데이브 바티스타) / 디오니소스(사이몬 러셀 빌)
- 비긴 어게인 (MBC)
- K2 (MBC)
- 플래툰 (MBC)
- 여인의 향기 (MBC)
- 드래곤 길들이기 - 고버(닉 프로스트)

### 게임
- 아바 - NRF군 라디오 챗 음성
- 스타크래프트: 리마스터 - 중재자
- 스타크래프트 II: 자유의 날개 - 우룬, 불멸자, 중재자
- 전국무쌍 - 타케다 신겐
- 진 삼국무쌍 3 - 하후연
- 진 삼국무쌍 3 맹장전 - 하후연
- 진 삼국무쌍 3 엠파이어스 - 하후연
- 진 삼국무쌍 4 - 하후연
- 진 삼국무쌍 4 맹장전 - 하후연
- 월드 오브 워크래프트 - 스랄, 붉은십자군 용사 헤로드
- 갓 오브 워 2, 3 - 크레토스
- 헤일로 - 그레이브마인드
- 천지의 문 - 호우하쿠
- 아머드 코어 넥서스 - 잭오, 너비스 사령관
- 슬라이쿠퍼 - 전설의 비법서를 찾아서 - 팬더킹
- 리그 오브 레전드 - 렝가, 노틸러스
- 도타 2 - 야수지배자

### 라디오
- 라디오 삼국지 (EBS) - 여포
- 다큐멘터리 드라마 격동 50년 (MBC) - 노무현
- 만화열전-마스카 (MBC) - 장군
- 만화열전-힙합 (MBC) - 태식
- 성우 빅 쇼 (SBS 라디오)

### 나레이션
- 게임쇼 즐거운 세상 (SBS)
- 불만제로 (MBC)
- 놀라운 대회 스타킹 (SBS)
- 무한지대큐 (KBS)
- 1 대 100 (KBS)
- 범죄의 재구성 (tvN)
- 주먹이 운다 (XTM)
- 찾아라! 맛있는 TV (MBC)
- MBC 100분 토론 (MBC)
- 무한도전 (MBC)

### 광고
- 오뚜기 라면볶이
- 블랙야크
- 팬텍 큐리텔
- 농심켈로그 첵스초코 차카

## 같이 보기
- 문화방송 성우극회